# Bobby Pacquiao
Alberto Dapidran Pacquiao, detto Bobby (Kibawe, 23 aprile 1980), è un politico, ex pugile e cestista filippino.
Fratello minore di Manny, assunse notorietà come pugile seguendo le sue orme. Fu attivo tra il 1997 e il 2008 e all'apice della propria carriera si fregiò del titolo Continentale WBC per le Americhe dei superpiuma e di quello WBO dell'Asia-Pacifico dei pesi leggeri. 
Terminata la carriera nel pugilato, tentò senza grandi successi quella nella pallacanestro, giocando dapprima nella Liga Pilipinas e poi cercando invano l'ingresso nella più prestigiosa PBA, dove il fratello era impegnato come allenatore-giocatore. Nel 2016 entrò quindi in politica con l'elezione a consigliere comunale di General Santos, cui fece seguito quella nel 2019 al Congresso filippino come membro della lista elettorale OFW Family-Club.

## Biografia
Secondogenito di Rosalio Pacquiao e Dionisia Dapidran, crebbe in un contesto di povertà e visse un'infanzia difficile. Negli anni ottanta si trasferì con la famiglia a General Santos, dove il padre aveva trovato lavoro come agricoltore. Rosalio lasciò la famiglia alcuni anni dopo per risposarsi con un'altra donna e i figli, pertanto, dovettero ricorrere al pugilato per poter aiutare economicamente Dionisia.

### Vita privata
È sposato con Lorelei Geronimo, politica e capo barangay del quartiere di Labangal.

## Carriera

### Pugilato
Cresciuto in condizioni difficili, scoprì il pugilato già da bambino. Dopo una breve carriera amatoriale, passò tra i professionisti nel 1997. Vinse il titolo filippino Games and Amusements Board dei pesi piuma e lo difese quattro volte tra il 2002 e il 2004. Il 17 giugno 2005 batté per knockout tecnico il messicano Carlos Navarro a Cabazon per il titolo WBC Continentale dei pesi superpiuma.
Il 10 giugno 2006 ottenne la vittoria più importante in carriera fermando per KO l'ex campione WBC dei piuma Kevin Kelley. Nel novembre seguente, in procinto di difendere il titolo contro Héctor Velázquez, mancò il peso alla vigilia dell'incontro e fu privato della cintura. Durante il match fu ammonito dall'arbitro Kenny Bayless per ripetuti colpi sotto la cintura prima di essere definitivamente squalificato all'11ª ripresa.  
Debuttò nei pesi leggeri il 9 giugno 2007 contro il futuro campione mondiale Humberto Soto. Dopo aver subito un taglio che ne compromise la vista, fu messo KO al 7º round. Disputò quindi altri tre incontri nei leggeri, prima di fermare il thailandese Decho Bankluaygym nell'agosto 2008 per il titolo WBO asia-Pacifico di categoria. Il 19 novembre seguente perse per decisione unanime contro Robert Frankel a San Jose e ritirò dal mondo del pugilato.

### Pallacanestro
Poco dopo il ritiro come pugile, Pacquiao entrò nel mondo della pallacanestro. A fine 2008 venne scelto come membro dei MP Gensan Warriors, franchigia della Liga Pilipinas di proprietà del fratello Manny. Al suo debutto mise a segno due punti in una sconfitta per  63-59 contro gli Ilocos Sur Bravehearts. Nel 2010 manifestò la volontà di giocare al Tournament of the Philippines, progetto che vide la collaborazione tra la Liga Pilipinas e la Philippine Basketball League (PBL), ma fu poco dopo messo fuori rosa.
Nel 2014 tentò l'ingresso nella prestigiosa Philippine Basketball Association (PBA), con l'intenzione di entrare a far parte dei Kia Sorento, una nuova franchigia di espansione per la stagione 2014-15 dove il fratello Manny era impegnato come giocatore-allenatore. Dopo aver incontrato la disapprovazione pubblica in merito alla sua possibile partecipazione al Draft PBA 2014 – dove Manny fu selezionato come 11ª scelta assoluta proprio dai Kia Sorento – Pacquiao annunciò che si sarebbe focalizzato su leghe minori. Più tardi fu scelto come team manager degli MP Hotel, squadra della PBA Developmental League di proprietà del fratello. 

### Politica
Già attivo tra il 2013 e il 2016 a livello di barangay come membro del consiglio di zona di Labangal, uno dei quartieri di General Santos, al termine della carriera pugilistica e cestistica si focalizzò sul mondo della politica.
Nel maggio 2016 fu eletto tra i dodici consiglieri del comprensorio di General Santos sotto l'ala del People's Champ Movement (PCM), partito fondato da Manny Pacquiao, ricoprendo tale carica sino al giugno 2019. Nell'estate 2019, alle elezioni parlamentari di quell'anno, entrò a far parte della Camera dei rappresentanti come membro della lista elettorale OFW Family-Club, focalizzata nel sostegno di lavoratori filippini all'estero (in inglese Overseas Filipino Workers o OFW). Alberto divenne il terzo dei fratelli Pacquiao ad essere eletto nel Congresso, dopo Manny (deputato tra il 2010 e il 2016) e Rogelio (eletto nel 2016).